# Bruce Straley

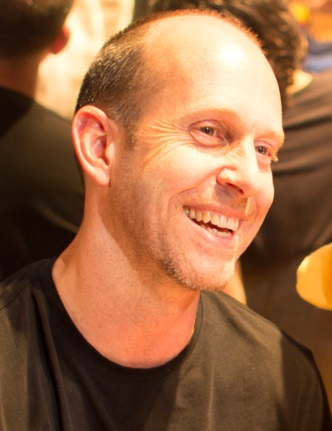
Bruce Straley (2014)

Bruce Straley  ist ein US-amerikanischer Game Director, Künstler und Designer. Zuvor arbeitete er für den Videospielentwickler Naughty Dog. Er ist am meisten bekannt für seine Arbeit an den Videospielen The Last of Us, Uncharted 2: Among Thieves und Uncharted 4: A Thief’s End.

## Karriere
1999 arbeitete er in der Kunstabteilung für das Videospiel Gex 3: Deep Cover Gecko. 2007 war er Co-Regisseur und Kunst Director von Uncharted: Drakes Schicksal und 2009 Game Director von Uncharted 2: Among Thieves. Seine nachfolgenden Projekte waren The Last of Us und Uncharted 4: A Thief's End, bei denen er auch als Game Director tätig war. Für die Arbeit an The Last of Us wurden Straley und Neil Druckmann von The Daily Telegraph als beste Regisseure nominiert. Der Award wurde aber schließlich an Davey Wreden für seine Arbeit an The Stanley Parable (2013) verliehen. Straley setzte später seine Rolle als Game Director für das herunterladbare Erweiterungspaket The Last of Us: Left Behind fort. Für seine Arbeit an Uncharted 4: A Thief's End erhielt Straley zusammen mit Eben Cook und Iki Ikram den Visual Effects Society Award für hervorragende visuelle Effekte in einem Echtzeitprojekt. Straley verließ Naughty Dog im September 2017 und kehrte nicht zurück, um The Last of Us Part II zu leiten.

## Filmografie

### Videospiele
- Gex 3: Deep Cover Gecko, 1999
- Uncharted: Drakes Schicksal, 2007
- The Last of Us, 2013
- The Last of Us: Left Behind, 2014
- Uncharted 4: A Thief’s End, 2016[11]

### Film und TV
- Grounded: Making the Last of Us, 2013
- From Dreams: The Making of the Last of Us - Left Behind, 2014[11]

## Auszeichnungen
- 2013: Nominiert als „Best Director“ bei den The Daily Telegraph Video Game Awards 2013[12]
- 2017: Ausgezeichnet für „Herausragende visuelle Effekte in einem Echtzeit-Projekt“ bei den VES Awards 2017[13]